# Liste des cathédrales du Soudan
Cet article recense les cathédrales du Soudan.

## Liste
| Cathédrale                            | Diocèse  | État             | Ville    | Coordonnées                       | Illustration               |
| ------------------------------------- | -------- | ---------------- | -------- | --------------------------------- | -------------------------- |
| Cathédrale Notre-Dame-Reine-d'Afrique | El Obeid | Kordofan du Nord | El Obeid | 13° 10′ 51″ nord, 30° 13′ 11″ est | Image manquante Téléverser |
| Cathédrale Saint-Matthieu             | Khartoum | Khartoum         | Khartoum | 15° 36′ 38″ nord, 32° 32′ 02″ est | Cathédrale Saint-Matthieu  |